# Nicos Baikas
Nicos Baikas (griechisch Νίκος Μπάικας, * 1948 in Athen) ist ein griechischer Künstler. Bekannt wurde er in Deutschland als Teilnehmer an der documenta IX, 1992. Baikas bezweckt in seinem Schaffen eine Synthese von Wort und Bild, die Werke sind daher häufig in Schwarz-Weiß gehalten.
Baikas studierte zuerst in Athen und später in Florenz an der Accademia delle Arti del Disegno. Als Künstler ist er seit 1977 tätig und wohnt in Kalamaki.

## Ausstellungen (Auswahl)
- documenta IX, 1992
- Europese Ontmoetingen, Antwerp Cultural Capital, Antwerpen, 1993
- Kassel, Neue Galerie, Staatliche Museen Kassel, Documenta-Erwerbungen für die Neue Galerie 2002
- Rom, MAXXI Museo nazionale delle arti del XXI secolo, Le collezioni: acquisizioni di arte contemporanea 2003

## Einzelausstellungen (Auswahl)
- „Nicos Baikas“, Centre d’Art Contemporain, Genève, 1994